# Cerro Largo (Río Grande del Sur)
Cerro Largo es un municipio brasilero del estado de Rio Grande do Sul. Se ubica a una altitud de 211 metros sobre el nivel del mar. Su población estimada para el año 2004 era de 12.350 habitantes. Ocupa una superficie de 174,64 km².

## Historia
Cerro Largo fue colonizado a comienzos de los años 1900, en su mayoría por brasileños alemanes de asentamientos alemanes en la parte este del estado. El portugués es el idioma oficial, pero muchos ciudadanos de la zona todavía hablan Riograndenser Hunsrückisch. Es la casa natal del actual arzobispo de São Paulo, el cardenal Odilo Scherer. En 2012, la cámara de diputados del estado votó por unanimidad a favor de reconocer este dialecto germánico como una cultura histórica oficial para ser preservada.